# Thea Labes

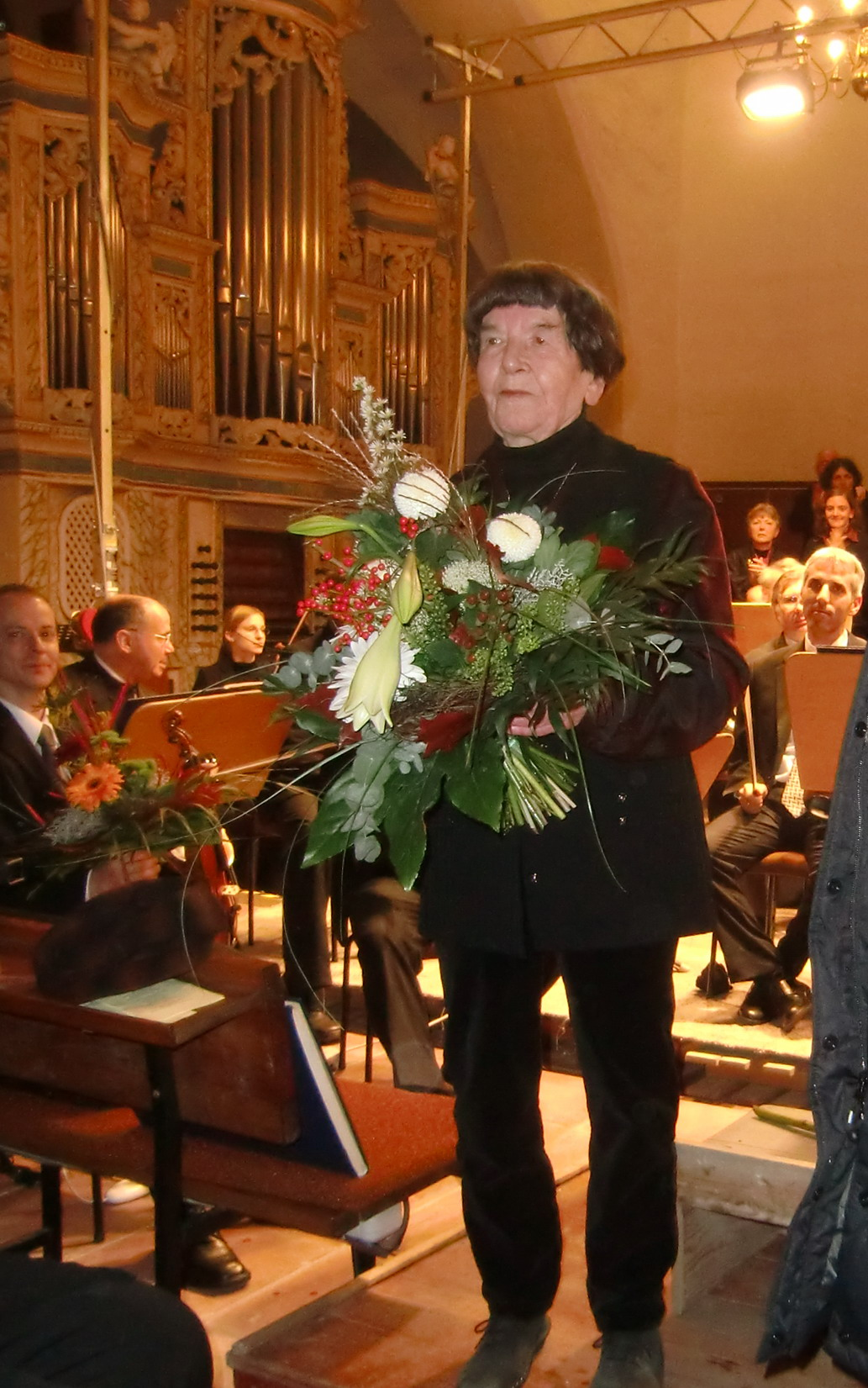
Thea Labes nach einem Konzert in der Belziger Marienkirche, 2010

Thea Labes (* 21. März 1937 in Stralsund; † 13. Oktober 2011 in Berlin) war eine deutsche Kirchenmusikerin.

## Leben und Wirken
Thea Labes wuchs in Stralsund auf. Ihr Großvater war dort Organist und vermittelte ihr die Liebe zur Musik. 1951 begann sie zunächst in Greifswald das Kirchenmusikstudium, das sie ein Jahr später in Dresden fortsetzte. Dort legte sie 1956 ihr Examen ab.
Sie begann ihre kirchenmusikalische Tätigkeit 1957 in Belzig. Sie gründete die Belziger Kantorei und führte, meist mit dem DEFA-Sinfonieorchester, fast alle bedeutenden kirchenmusikalischen Werke des Barock auf. 1980 beteiligte sie sich mit drei Konzerten an der Internationalen Antonio-Soler-Ehrung.

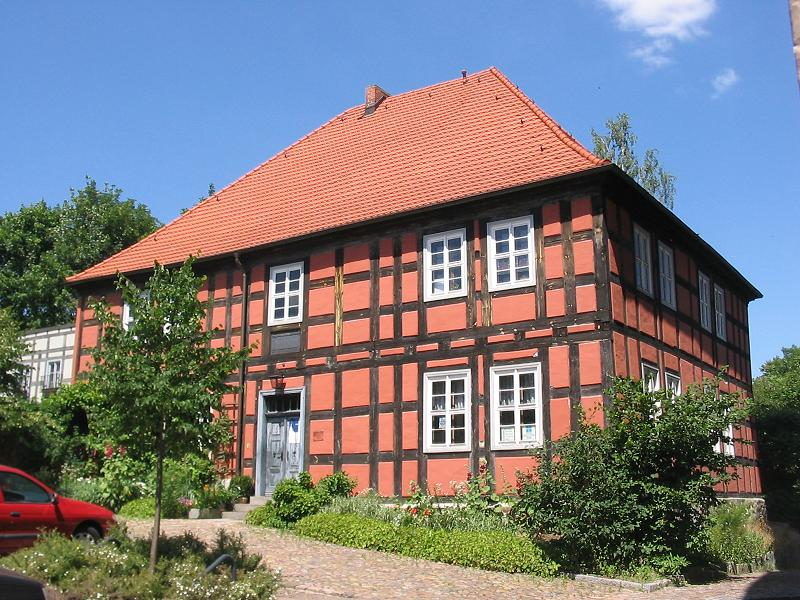
Das Reißigerhaus

Auf Anregung ihres Superintendenten Günter Krolzig befasste sie sich später besonders mit den Werken des Komponisten Carl Gottlieb Reißiger, in dessen Geburtshaus sie wohnte.
Im Jahr 2003 gründete sie mit ihren Musikfreunden die Reißiger-Gesellschaft e. V. 2007 bekam sie die Ehrenbürgerschaft der Stadt Belzig verliehen.

## Herausgegebene Werke
- Carl Gottlieb Reißiger, David. Oratorium in zwei Teilen nach Worten der heiligen Schrift. Köln 1998, ISMN M-2020-1028-0
- Carl Gottlieb Reißiger, Missa solemnis für Soli, gemischten Chor und Orchester. Köln 2005, ISMN M-2020-1025-9